# Tarabya I (król Sikongu)
Tarabya I (birm. တရဖျားကြီး /təja̰pʰjá dʑí/, znany też jako Tarabyagyi; 1297–1339) – król Sikongu od roku 1327 do 1335.
Objął tron po królu Sawyunie, swoim przyrodnim bracie (mieli wspólną matkę). W roku 1335 został uwięziony przez swego własnego syna, Shwetaungteta. Po zamordowaniu w 1339 roku Shwetaungteta przez najwyższego ministra Nandapangyana, zabity został także uwięziony król.

## Pochodzenie
Tarabya był w co najmniej połowie (a prawdopodobnie całkowicie) Szanem. Jego matka, Yadanabon, była rodowitą Szanką. Ojciec umarł wkrótce po narodzinach Tarabyi. Gdy przyszły król ukończył pierwszy rok życia, jego matka wyszła ponownie za mąż za Thihathu i urodziła Sawyuna.

## Panowanie
Przekaz o panowaniu Tarabyi zawarty w inskrypcjach nie jest zgodny z przekazami kronik. Według inskrypcji Tarabya objął władzę 5 lutego 1327 roku, a uwięziony został w roku 1335/1336 (697 ME). Z kolei kroniki podają, że objął on tron 20 kwietnia 1323 roku (1. dzień Ubywania Ksieżyca miesiąca Kason 685 ME), a władzę stracił w roku 1336/1337 (698 ME).